# 相良昌彦
相良 昌彦（さがら まさひこ、2001年2月1日 - ）は、ジャパンラグビーリーグワン東京サントリーサンゴリアスに所属するラグビー選手。

## プロフィール
- 東京都出身[1]。
- ポジションはフランカー(FL)、ナンバーエイト(No8)。
- 身長 180 cm、体重 98 kg
- ジュニア・ジャパンに選ばれたことがある[2]。
- 父の南海夫は元ラグビー選手[3]。

## 略歴
小学2年生からラグビーを始めた。
2019年、早稲田実業高校卒業後、早稲田大学に入学。なお早稲田実業高校時代、主将を務めたことがある。
2022年、早稲田大学ラグビー蹴球部の主将に就任。なお親子揃って早大ラグビー部主将は史上初。
2023年1月、アーリーエントリーで東京サントリーサンゴリアスに加入。同年3月、早稲田大学卒業。
2025年6月中旬からニュージーランドに留学。